# زقة أميركية
الزقة الأميركية هو طائر كبير من الطيور التي تنتمي إلى عائلة القاذفات، وهي تعيش في المناطق الدافئة بأميركا كلمة «القاذف» يأتي من لغة توبي البرازيل ويعني الطائر الشيطان أو الطيور الثعبانية.

## الوصف
- إنها تشبه طيور الغاق من طول الجسم (85 سم) وطول الأجنحة هو 117 سم ووزنه حوالي 1.35 كغ، وهي من الطيور التي لها ريش كثيف أسود اللون مع عنق طويل، وهي من الطيور العوامة ولكنها ترفع وجهها فوق الماء.
- وهو بعكس ابط فهو ليس له غذذ التي تسمح له بالعوم فوق الماء وهو غير قادر على عدم السماح بنفاد الماء إلى ريشه، ومع ذلك، فإنه يسمح له بسهولة الغوص والبحث عن فريسة تحت الماء، مثل الأسماك والبرمائيات. ويمكن أن تبقى تحت سطح الماء لفترات طويلة.
- وعند خروجه من الماء تحاول تجفيف أجنحتها ويبقى لوقت طويل حتى تجف مثل طائر الغاق. إذا حاول أن يطير وأجنحته ما زالت رطبة وتضؤرب أجنحتها بقوة.

## السلوك
- وغالبا ماتبحث عن غذائها في مجموعات صغيرة.

## الأنواع الفرعية
- ووفقا ل ألان ب. بيترسون توجد سلالتين هما:
  - Anhinga anhinga anhinga (Linnaeus) 1766.
  - Anhinga anhinga leucogaster (Vieillot) 1816.

## صور

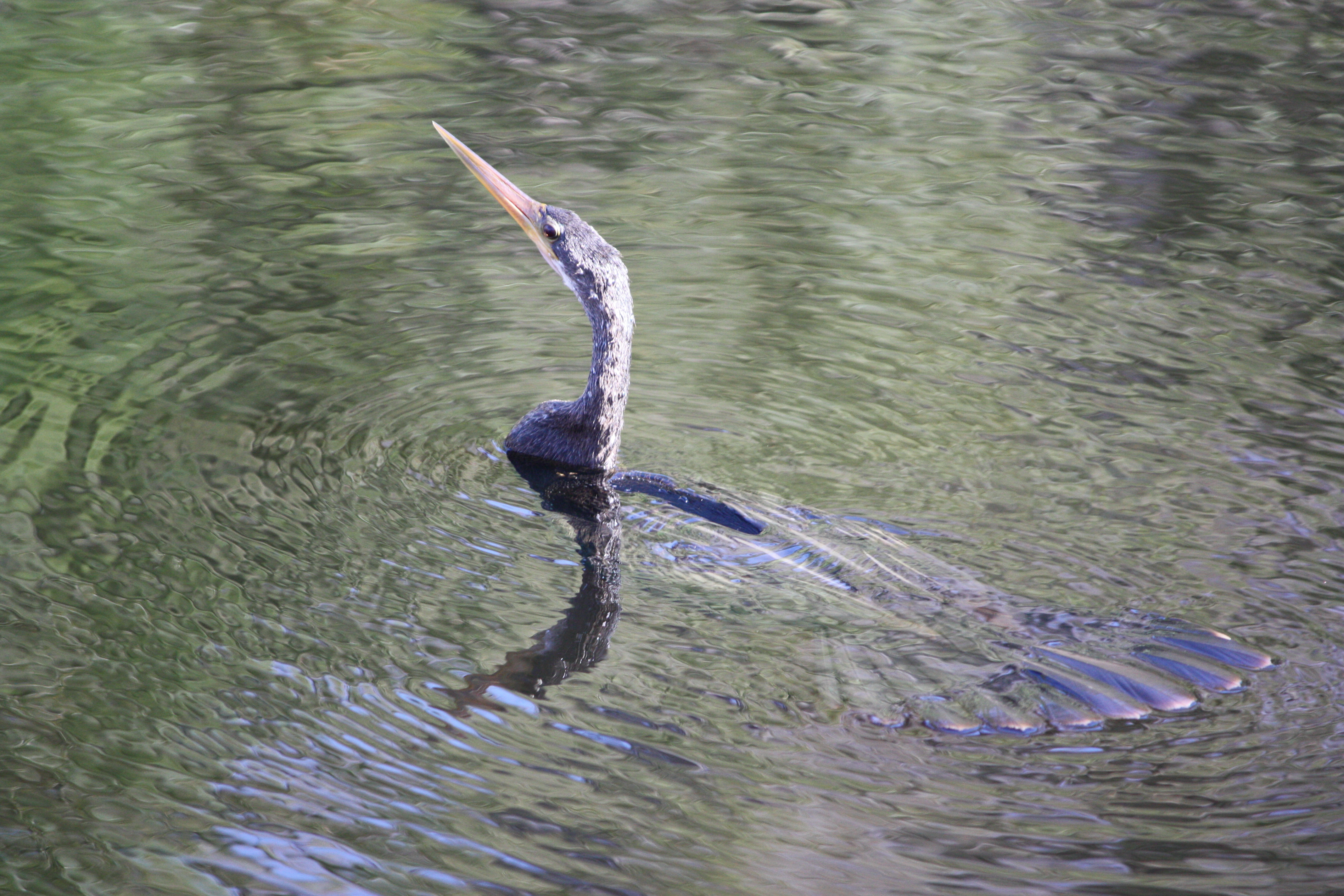
تدريب على السباحة
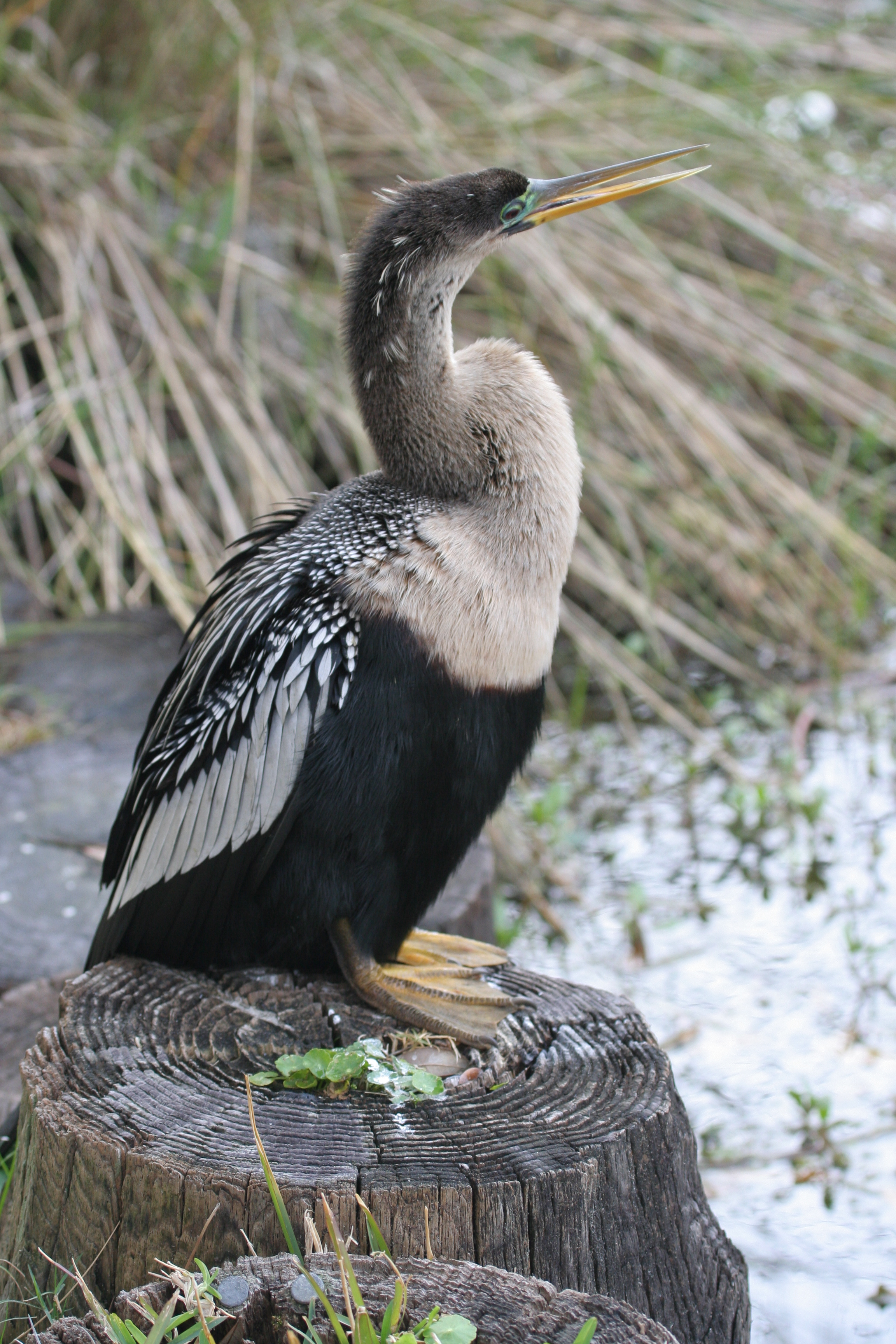
أنثى
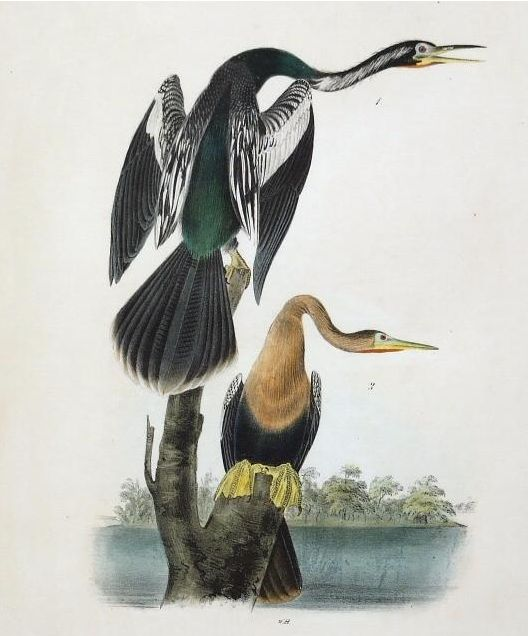
ذكر وأنثى.